# Kroonorde (Württemberg)

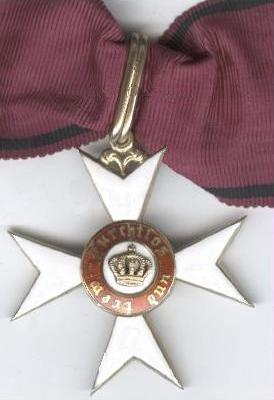
Het kruis van een commandeur in de Kroonorde wordt aan een lint om de hals gedragen.

Het grootkruis wordt aan een breed lint over de schouder op de linkerheup gedragen. Particuliere verzameling, Groningen

De kroonorde (Orde van de Württembergse kroon, "Verdienstorden der Württembergischen Krone" of "Orden der Württembergischen Krone") is in 1702 als jachtorde (Duits: "Jagd-Orden") ingesteld door hertog Frederik Karel van Württemberg. 
Onder Württembergs eerste koning, Frederik I werd de orde omgedoopt in een "Orde van de Gouden Adelaar".
In 1818 werd deze orde met de "Zivilverdienst-Orden" samengevoegd en tot de huisorde van het koninkrijk gemaakt.
De orde bestaat uit 5 graden. De koning was de grootmeester van de orde.
Het lint van de orde is karmijnrood met twee zwarte strepen. Bij leden van regerende families scharlakenrood. 
- Grootkruis.

Een groot kruis met gouden leeuwen in de hoeken,gedekt door een koningskroon, aan een breed donkerrood lint met twee zwarte strepen. Een zilveren ster met in het medaillon de kroon of, bij staatshoofden, een kruis van de orde wordt op de linkerborst gedragen.  
- Commandeur met ster.

Een kruis met gouden leeuwen in de hoeken gedekt door een koningskroon aan een lint om de hals. Op de 
linkerborst een zilveren kruis met korte gouden stralen tussen de armen. Het medaillon is van zilver. 
- Commandeur

Een kruis zonder kroon of leeuwen aan een lint om de hals.
- Erekruis

Een kruis van de orde, zonder kroon of lint, soms met gouden leeuwen, op de linkerborst gespeld.
- Ridder (al dan niet met en kroon boven het kruis)

Een kruis van de Orde aan een lint van twee vingers breed wordt op de linkerborst gedragen.
In plaats van het motto „Furchtlos und treu" staat op sommige 19e-eeuwse kruisen „Furchtlos und wert". De Franse juweliers hebben zich in de tekst vergist. 
Daarnaast is er een
- Gouden Ere-Medaille. Een medaille met het portret van de koning aan een lint van de orde.

De zilveren Ere-Medaille werd in 1892 afgeschaft.
In oorlogstijd werden al deze onderscheidingen ook met zwaarden aan de ring of onder de kroon verleend. Bij de prinsen van regerende koninklijke families was de kroon in het medaillon op een zwarte ondergrond geplaatst. Voor Rijkskanselier Otto von Bismarck werd in 1871 een grootkruis met briljanten uitgevoerd.
In 1892 kreeg de orde nieuwe statuut waarin de orde als Huisorde- en Verdienstenorde werd omschreven. Aan de zonen van de koning werd deze orde op hun zevende verjaardag toegekend, andere prinsen uit het Koninklijk Huis werden op hun 14e verjaardag als grootkruis in de orde opgenomen.
In kringen van de voormalige Württembergse koningsfamilie wordt de orde nog steeds als Huisorde  toegekend en gedragen. 

## Gedecoreerde
- Christian Wirth, (gouden en zilveren ere-medaille)